# Żurawka (wieś)
Żurawka – wieś w Polsce położona w województwie łódzkim, w powiecie rawskim, w gminie Biała Rawska.
Wieś wymieniana w 1579 r. jako Żorawia Minor.
W latach 1975–1998 miejscowość administracyjnie należała do województwa skierniewickiego.